# Antonio María Rouco Varela
Antonio María kardinál Rouco Varela (24. srpna 1936 Villalba) je španělský římskokatolický kněz, emeritní arcibiskup Madridu, kardinál.

## Život

Znak kardinála Antonia Maríi

Studoval v semináři v rodné diecézi Mondonedo, později na Pontifikální Univerzitě v Salamance a mnichovské univerzitě. Kněžské svěcení přijal 28. března 1959. Po studiích přednášel teologii a kanonické právo jak ve Španělsku, tak i v Německu, kde se kromě přednášek věnoval duchovní péči o španělské imigranty.

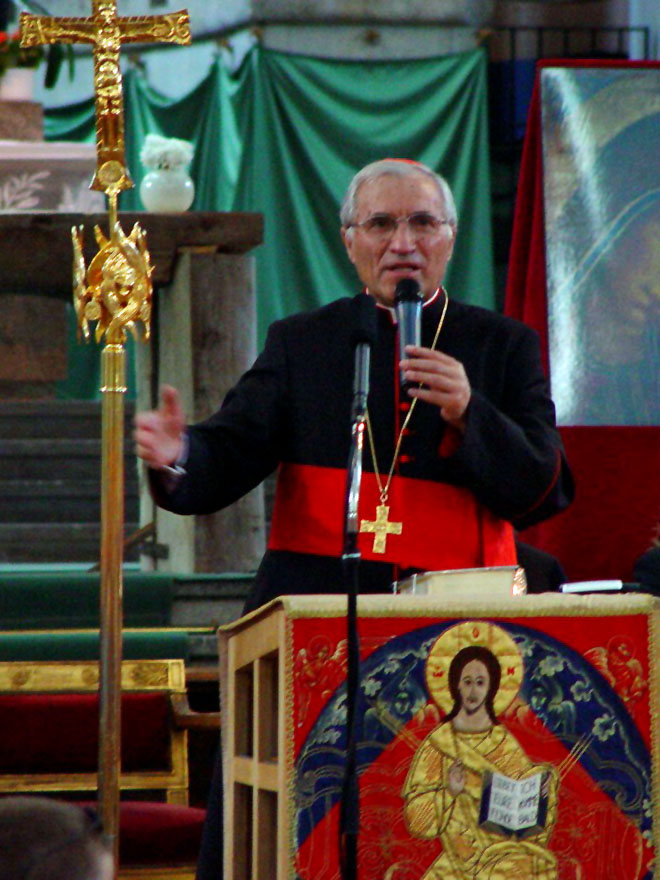
Antonio María kardinál Rouco Varela

Dne 17. září 1976 byl jmenován pomocným biskupem v Santiago de Compostela, biskupské svěcení přijal 31. října téhož roku.
Po přechodu sídelního arcibiskupa Ángela Suquía Goicoechey do Madridu se stal nejprve apoštolským administrátorem a poté 9. května 1994 plnoprávným arcibiskupem. Po dalších deseti letech opět vystřídal ve funkci (tentokrát již kardinála) Goicoechu a od července 1994 se stal arcibiskupem Madridu.
Během svého působení v čele madridské arcidiecéze sloužil na mnoha akcích královské rodiny, jako je svatba prince Felipeho a Letizie Ortizové a křest jejich dcer, Leonor, kněžny z Asturie a infantky Sofie Španělské.
Kardinálem ho jmenoval papež Jan Pavel II. 21. února 1998. V letech 1999 až 2005 byl a od roku 2011 je opět předsedou Španělské biskupské konference.
Dne 28. srpna 2014 přijal papež František jeho rezignaci. Novým madridským arcibiskupem se stal dosavadní arcibiskup ve Valencii Carlos Osoro Sierra.